# Prywilne (Dubno)
Prywilne (ukrainisch Привільне; russisch Привольное/Priwolnoje, polnisch Pohorelce/Pogorzelec) ist ein Dorf in der Westukraine etwa 7 Kilometer nordöstlich der Rajonshauptstadt Dubno und 35 Kilometer südwestlich der Oblasthauptstadt Riwne gelegen.

## Geschichte
Der Ort wurde 1561 zum ersten Mal schriftlich erwähnt und gehörte dann bis 1793 in der Woiwodschaft Wolhynien zur Adelsrepublik Polen-Litauen. Mit den Teilungen Polens fiel der Ort an das spätere Russische Reich und lag bis zum Ende des Ersten Weltkriegs im Gouvernement Wolhynien.
Nach dem Ersten Weltkrieg kam der Ort als Pohorelce zu Polen (in die Woiwodschaft Wolhynien, Powiat Dubno, Gmina Dubno), im Zweiten Weltkrieg wurde er zwischen 1939 und 1941 von der Sowjetunion besetzt. Nach dem Überfall auf die Sowjetunion im Juni 1941 wurde er dann bis 1944 von Deutschland besetzt, dies gliederte den Ort in das Reichskommissariat Ukraine in den Generalbezirk Brest-Litowsk/Wolhynien-Podolien, Kreisgebiet Dubno.
Nach dem Krieg wurde der Ort der Sowjetunion zugeschlagen. Dort kam das Dorf zur Ukrainischen SSR und seit 1991 ist es ein Teil der heutigen Ukraine. Bis 1963 trug der Ort den Namen Pohorilzi (Погорільці).

## Verwaltungsgliederung
Am 22. Dezember 2017 wurde das Dorf zum Zentrum der neugegründeten Landgemeinde Prywilne (Привільненська сільська громада Prywilnenska silska hromada). Zu dieser zählten noch die 6 in der untenstehenden Tabelle aufgelistetenen Dörfer, bis dahin bildete es zusammen mit den Dörfern Dubriwka, Pantalija und Tschereschniwka die Landratsgemeinde Prywilne (Привільненська сільська рада/Prywilnenska silska rada) im Nordosten des Rajons Dubno.
Am 12. Juni 2020 kam noch die Dörfer Bortnyzja, Iwannje, Klischtschycha, Krywucha, Lebedjanka, Mali Sady, Prydoroschne, Selene und Welyki Sady zum Gemeindegebiet.
Folgende Orte sind neben dem Hauptort Prywilne Teil der Gemeinde:
| Name                     | Name           | Name                               | Name                | Name |
| ukrainisch transkribiert | ukrainisch     | russisch                           | polnisch            |      |
| ------------------------ | -------------- | ---------------------------------- | ------------------- | ---- |
| Bortnyzja                | Бортниця       | Бортница (Bortniza)                | Bortnica            |      |
| Dubriwka                 | Дубрівка       | Дибровка (Dibrowka)                | -                   |      |
| Iwannje                  | Іваннє         | Иванье (Iwanje)                    | Iwanie              |      |
| Klischtschycha           | Кліщиха        | Клещиха (Kleschtschicha)           | Kleszczycha         |      |
| Krywucha                 | Кривуха        | Кривуха (Kriwucha)                 | Krzywucha           |      |
| Lebedjanka               | Лебедянка      | Лебедянка                          | Łabędzianka         |      |
| Mali Sady                | Малі Сади      | Малые Сады (Malyje Sady)           | Sady Małe           |      |
| Molodawo Druhe           | Молодаво Друге | Молодаво Второе (Molodawo Wtoroje) | Młodawa Czeska      |      |
| Molodawo Persche         | Молодаво Перше | Молодаво Первое (Molodawo Perwoje) | Młodawa Włościańska |      |
| Molodawo Tretje          | Молодаво Третє | Молодаво Третье (Molodawo Tretje)  | -                   |      |
| Pantalija                | Панталія       | Панталия                           | Pantalja            |      |
| Prydoroschne             | Придорожне     | Придорожное (Pridoroschnoje)       | -                   |      |
| Selene                   | Зелене         | Зелёное (Seljonoje)                | Ludhardówka         |      |
| Tschereschniwka          | Черешнівка     | Черешневка (Tschereschnewka)       | Czeresznia          |      |
| Welyki Sady              | Великі Сади    | Великие Сады (Welikije)            | Sady Wielkie        |      |